# لويس ميغيل أوليفر
لويس ميغيل أوليفر (بالإسبانية: Luis Miguel Oliver Cañadas)‏ هو مجدف إسباني، ولد في 4 أغسطس 1959.

## وصلات خارجية
- لويس ميغيل أوليفر على موقع الاتحاد الدولي للتجديف (الإنجليزية)
- لويس ميغيل أوليفر على موقع اللجنة الأولمبية الدولية (الإنجليزية)
- لويس ميغيل أوليفر على موقع أوليمبيديا (الإنجليزية)